# Spilosoma totinigra
Spilosoma totinigra är en fjärilsart som beskrevs av Adalbert Seitz 1910. Spilosoma totinigra ingår i släktet Spilosoma och familjen björnspinnare. Inga underarter finns listade i Catalogue of Life.